# Hanna Resvoll-Holmsen
Hanna Marie Resvoll-Holmsen (roz. Resvoll, 11. září 1873, Vågå, Oppland – 13. března 1943, Oslo) byl norská botanička – průkopnice v oboru norské přírodní historie, vzdělání a ochrany přírody společně se svou sestrou, Theklou Resvoll. Byla také aktivní fotografka.

## Životopis
Hanna Resvoll-Holmsen trpěla v dětství hodně různými nemocemi a školní docházka po jejím 12. ročníku byla sporadická. V roce 1902 absolvovala maturitní zkoušku, v té době měla za sebou také nešťastné manželství. Studovala přírodní historii na Královské univerzitě v Kristianii a v roce 1910 promovala v botanice. Od roku 1921 byla docentem v oboru rostlinné geografie na stejné univerzitě, kterou zastávala až do svého odchodu do důchodu v roce 1938.
Hanna Resvoll-Holmsen se v roce 1907 jako botanička zúčastnila expedice na Špicberkách pod vedením oceánografa prince Alberta. V dalším roce odcestovala sama na Špicberky hlavně kvůli fotografování, částečně barevných záběrů. Tyto fotografie představují jedinečnou ranou dokumentaci povahy Špicberk. Její botanická pozorování byly poprvé publikovány jako Observations botaniques v Monaku, později v norštině jako Svalbards Flora (1927) – první flóra tohoto souostroví.
Pomocí kvantitativních metod Christena C. Raunkiæra  provedla rozsáhlý průzkum vegetace norské vysokohorské vegetace, publikovaný pod názvem Om Fjeldvegetationen i det Østenfjeldske Norge (Horská vegetace v Norsku východně od Skandinávie; 1920). Velmi se zajímala o subalpinské březové lesy. Publikovala esej Om betydningen av det uensartede i våre skoger (O významu heterogenity v lesích), ve které žádala o zachování přírodního horského lesa a kritizovala jeho nahrazování smrkovými plantážemi. Tato brožura způsobila mezi lesníky hodně nepřátelství.
Spolu s geologem Adolfem Hoelem stála za prvním označením památkové rezervace na Špicberkách. Byla silnou zastánkyní ochrany přírody v norských horách.
Resvoll-Holmsen byla nejprve vdaná s Hansem Diesetem (rozvedeni 1901), poté od roku 1909 s geologem Gunnarem Holmsenem (1880–1976), bratrem manžela své sestry.
Na její počest byl pojmenován pryskyřník druhu Ranunculus resvoll-holmseniae (Ranunculaceae).

## Fotografie

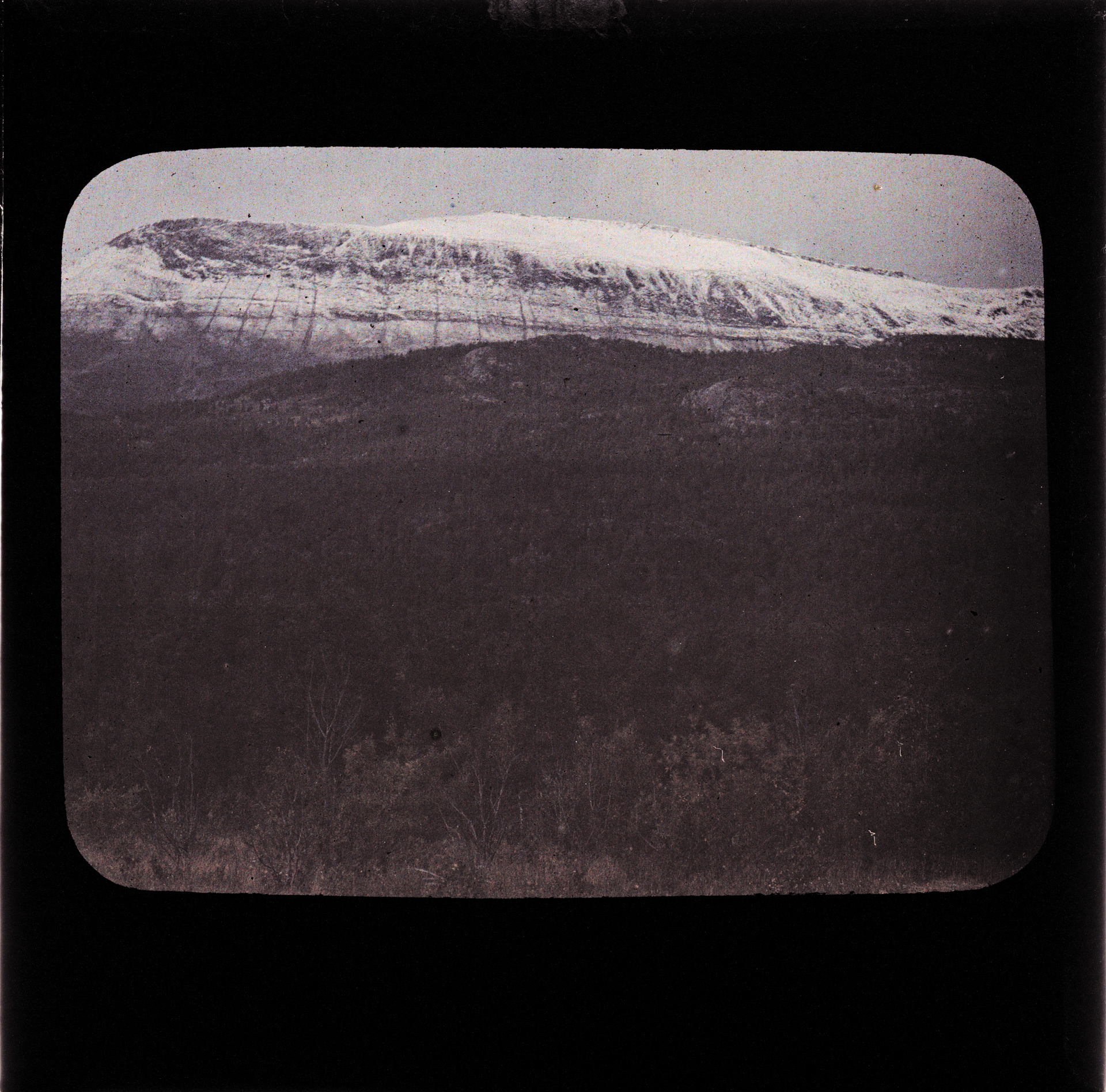
Výzkumná cesta v Troms, 1912
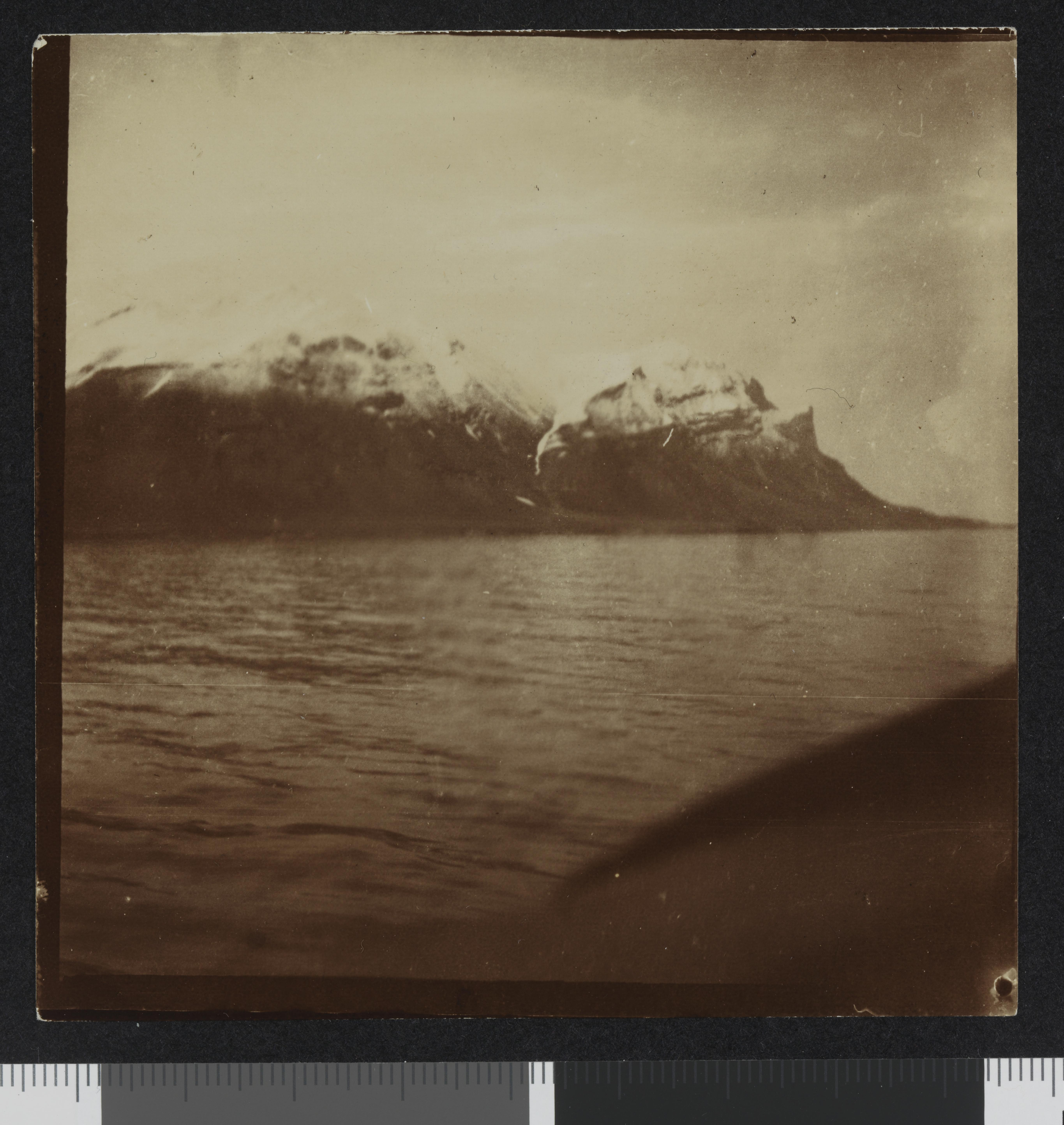
Alkhornet, Isfjorden, 1. ledna 1907
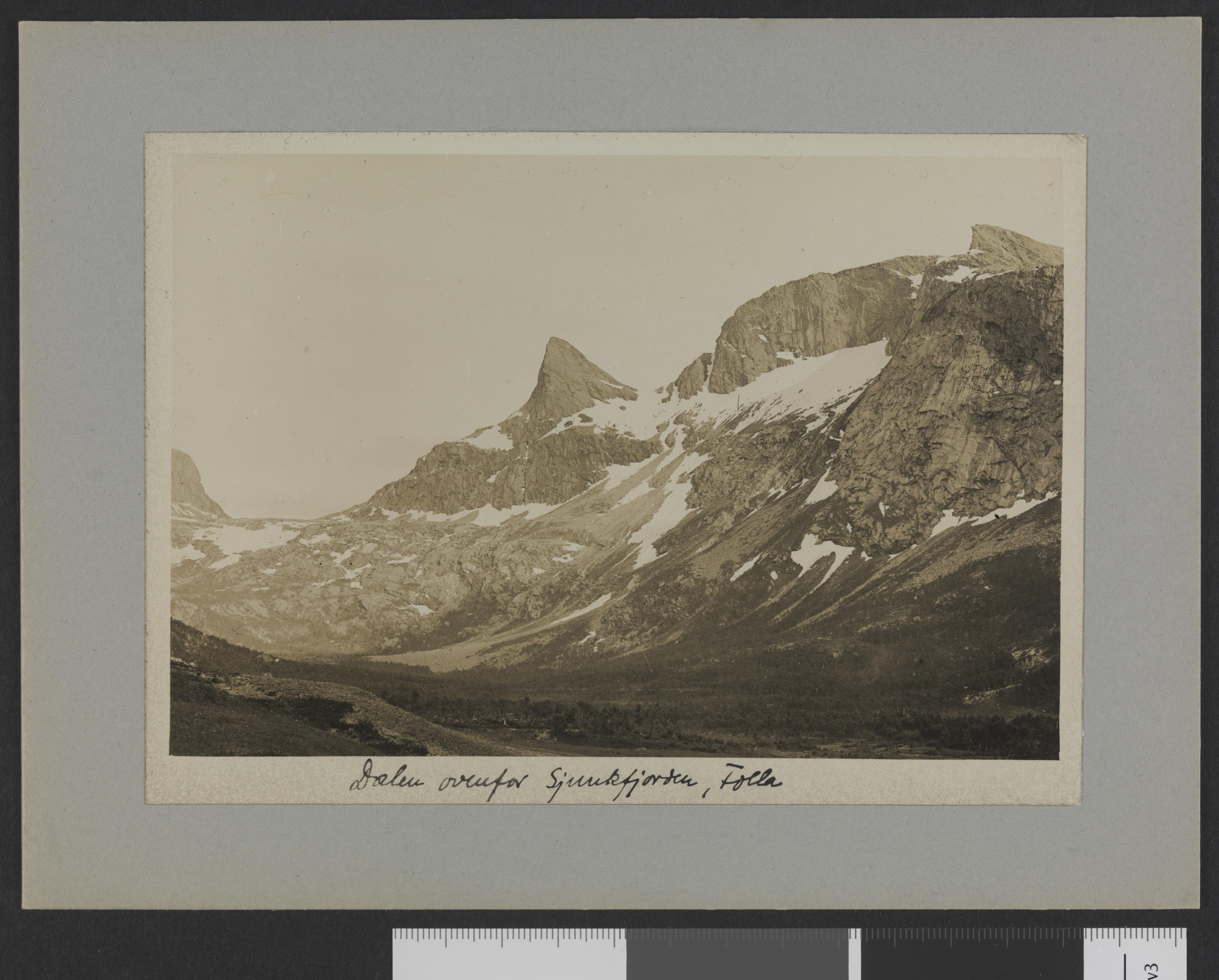
Sjunkfjorden, Sørfold, 1909-1912
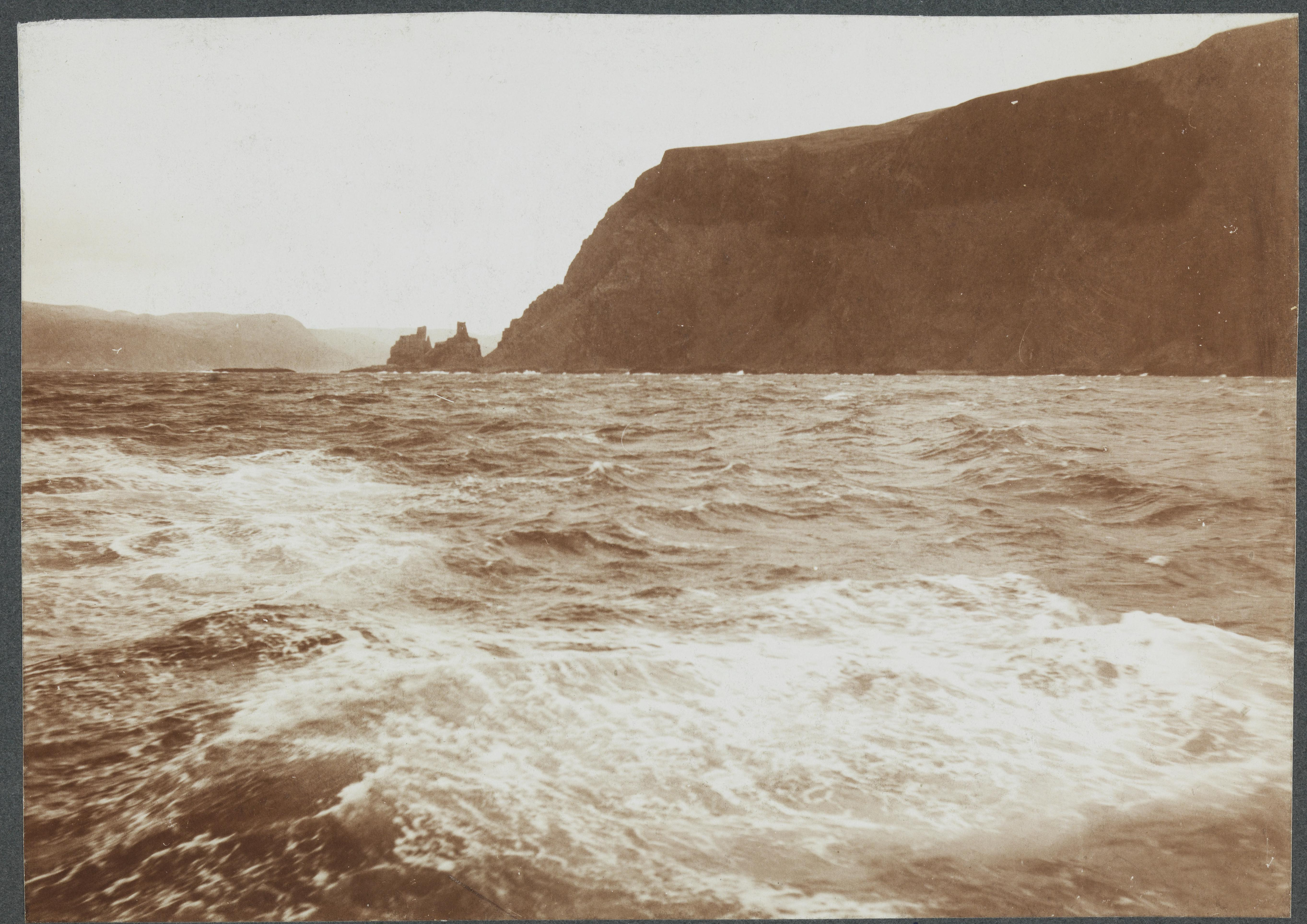
Foto ze sbírky Národní knihovny Finnkjerka, Kjøllefjorden, Lebesby, Finnmark, 15. září 1909
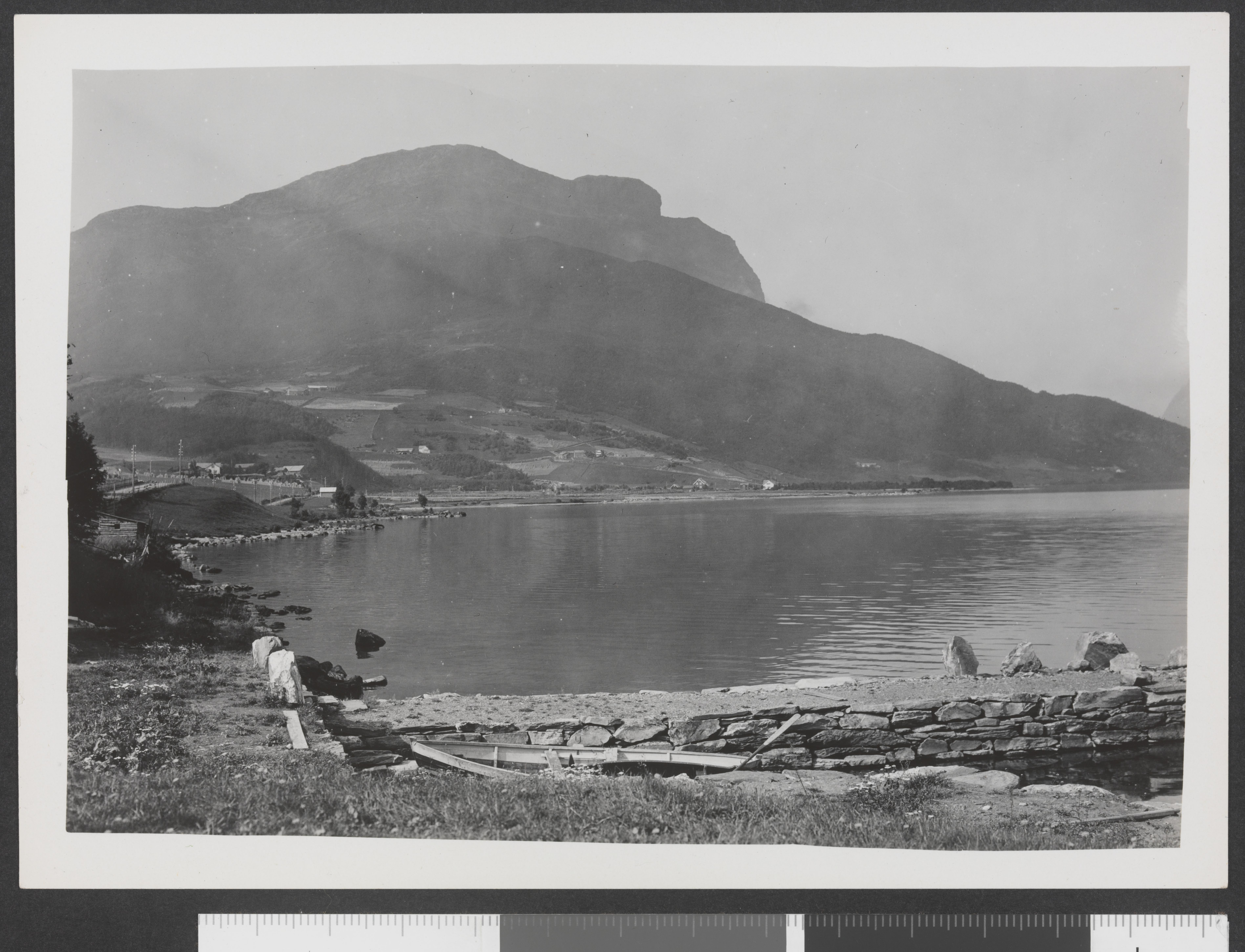
Mezi 15. červnem 1930 a 15. srpnem 1930
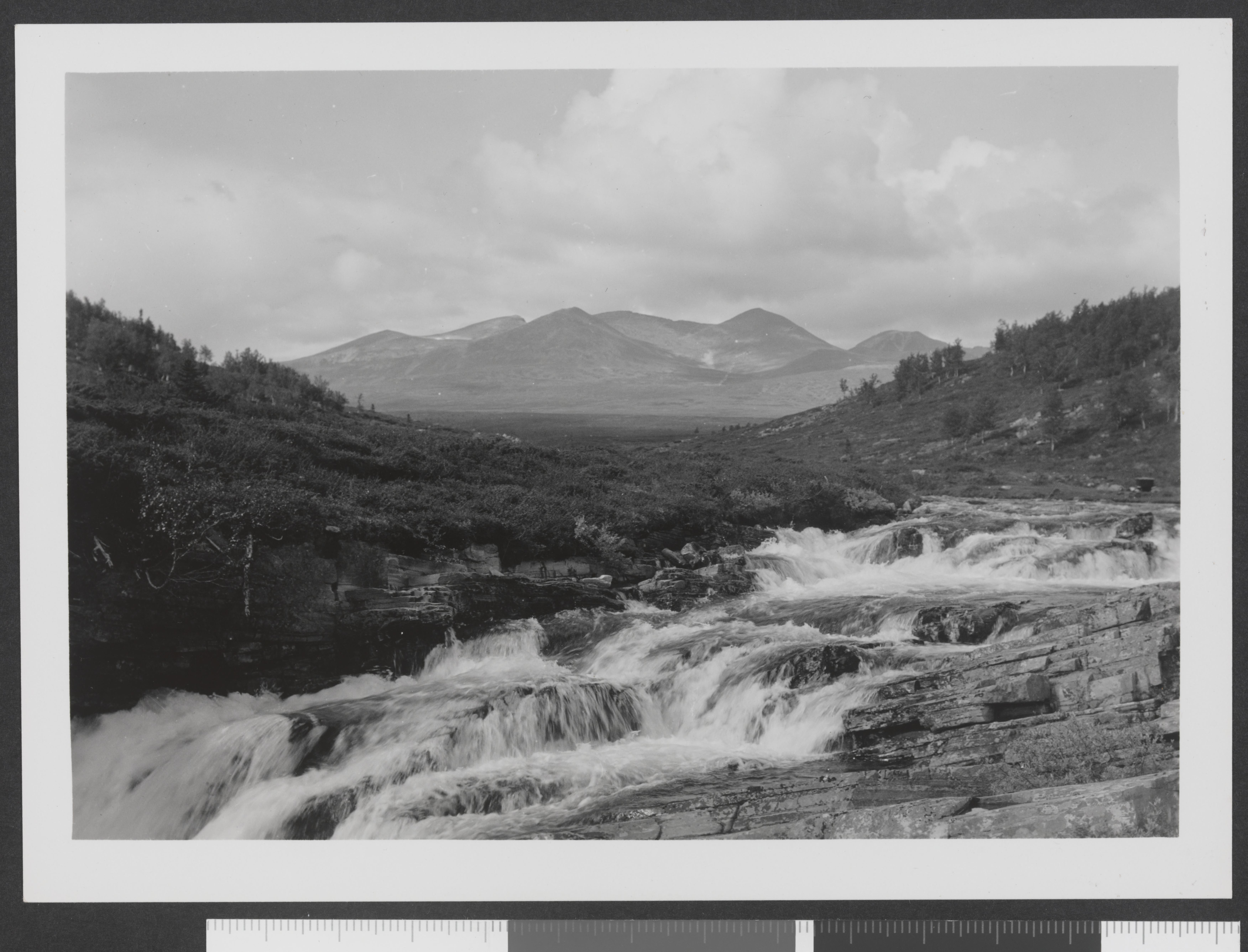
1933 Mysuseter, Sell
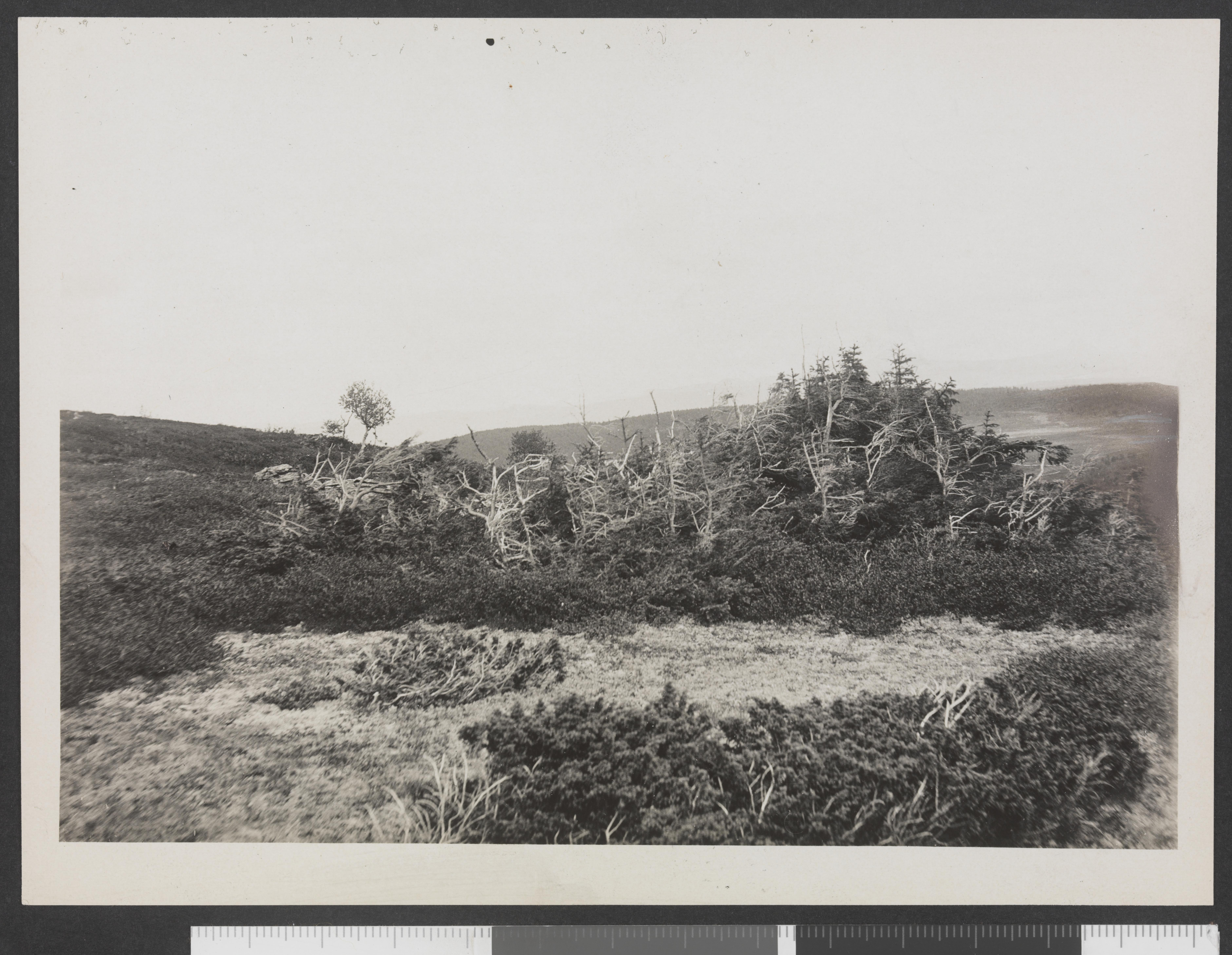
17. července 1916
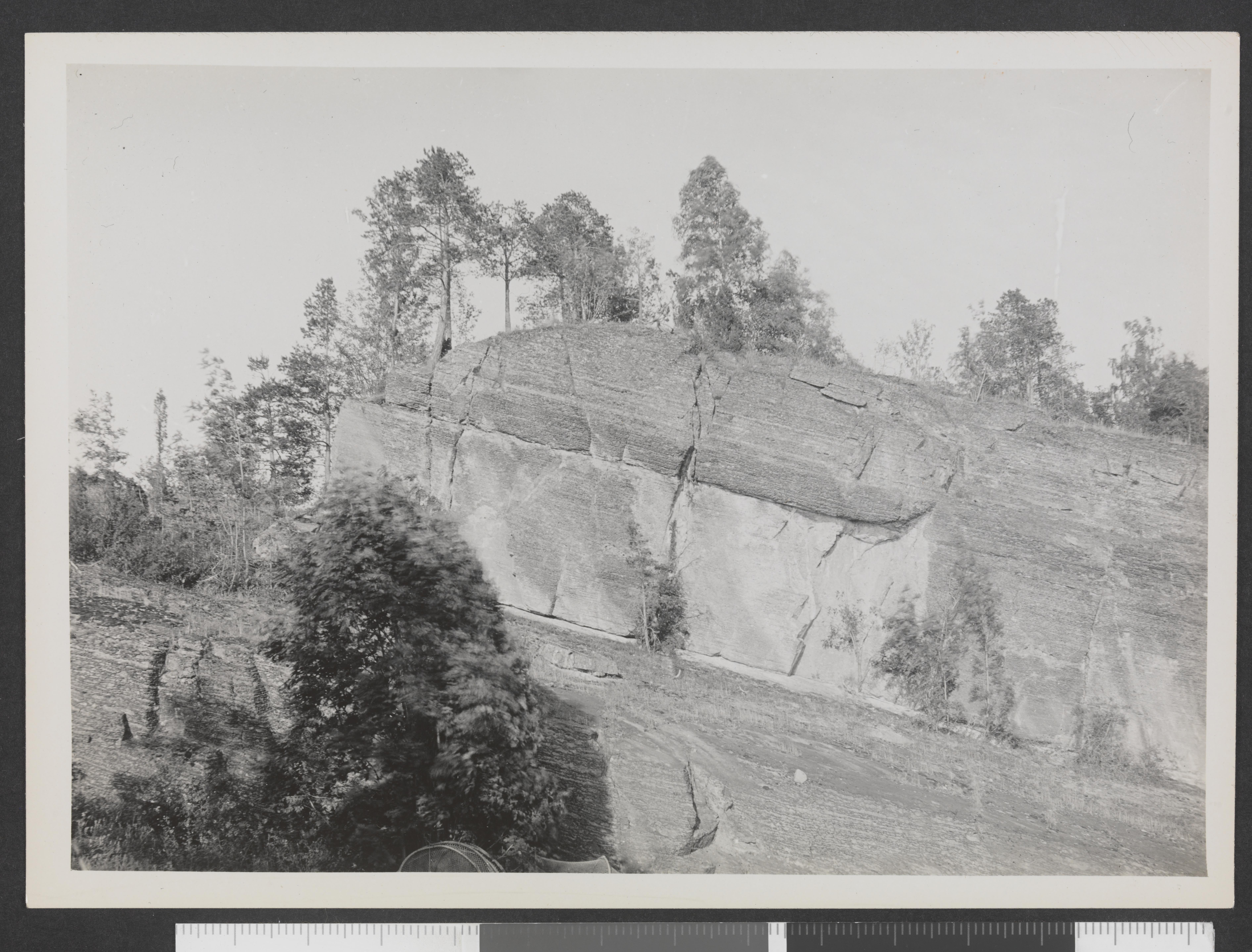
15. června 1923 a 15. srpna 1923
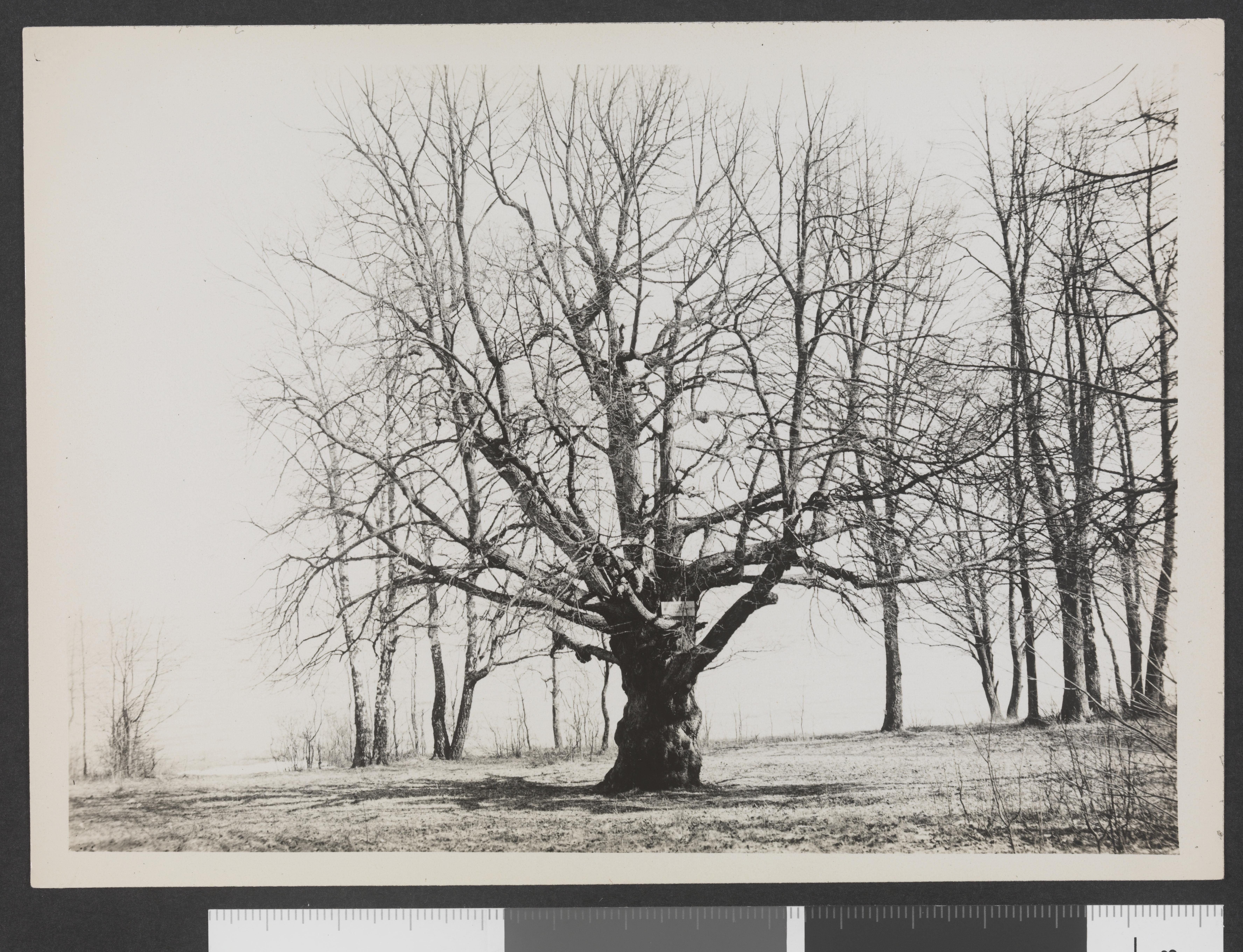
12. dubna 1927
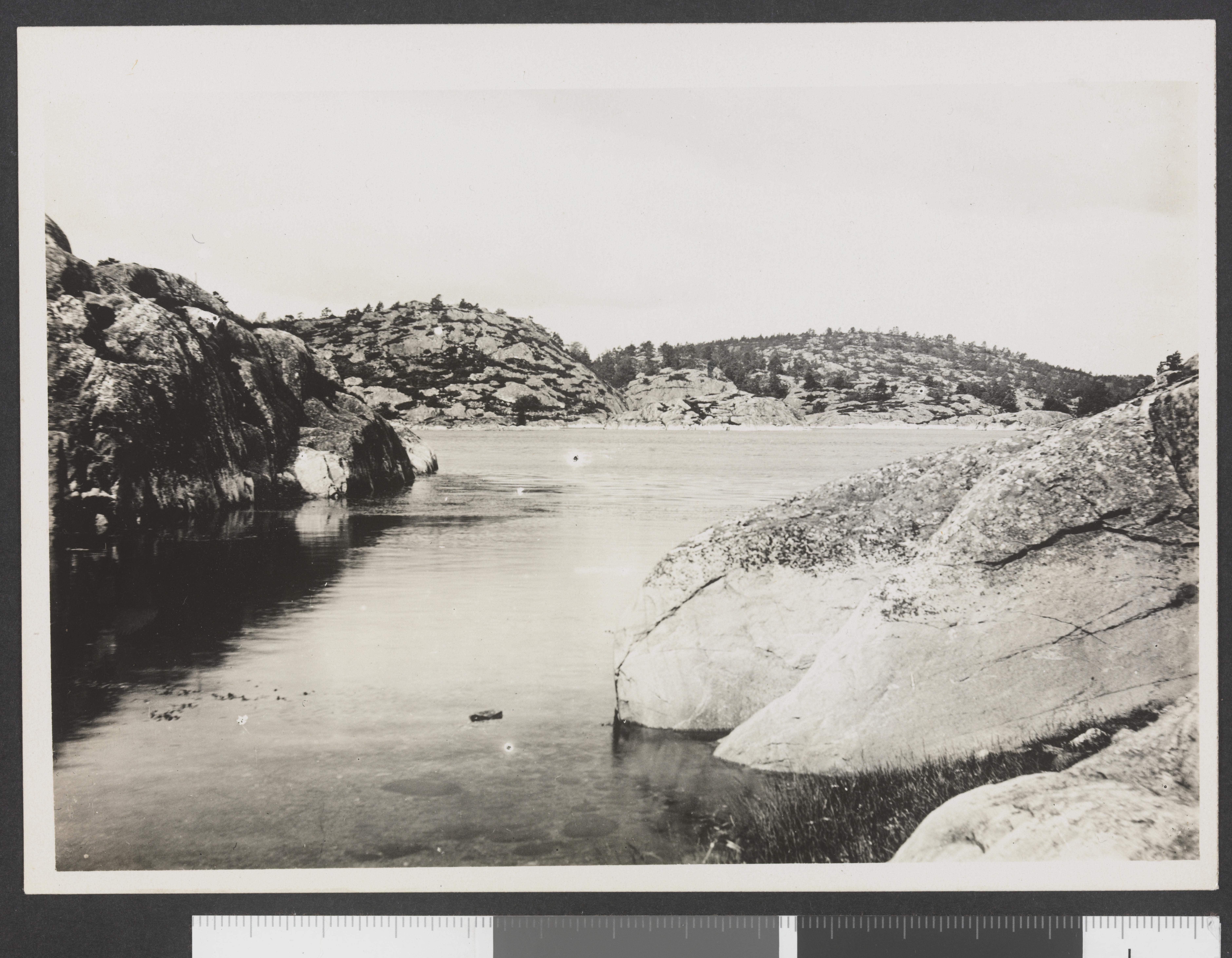
1920. Klingsund og Jæren
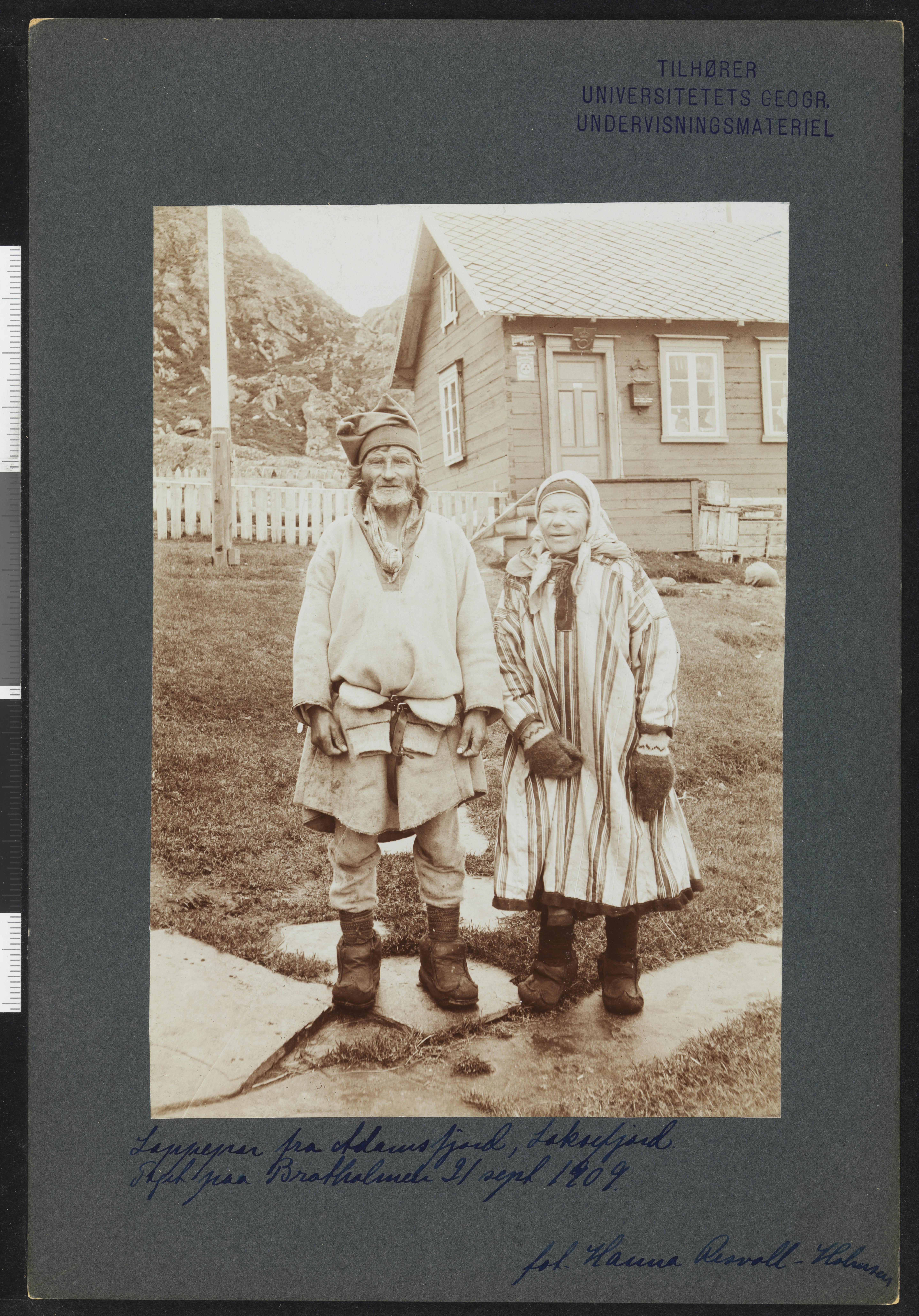
21. září 1909
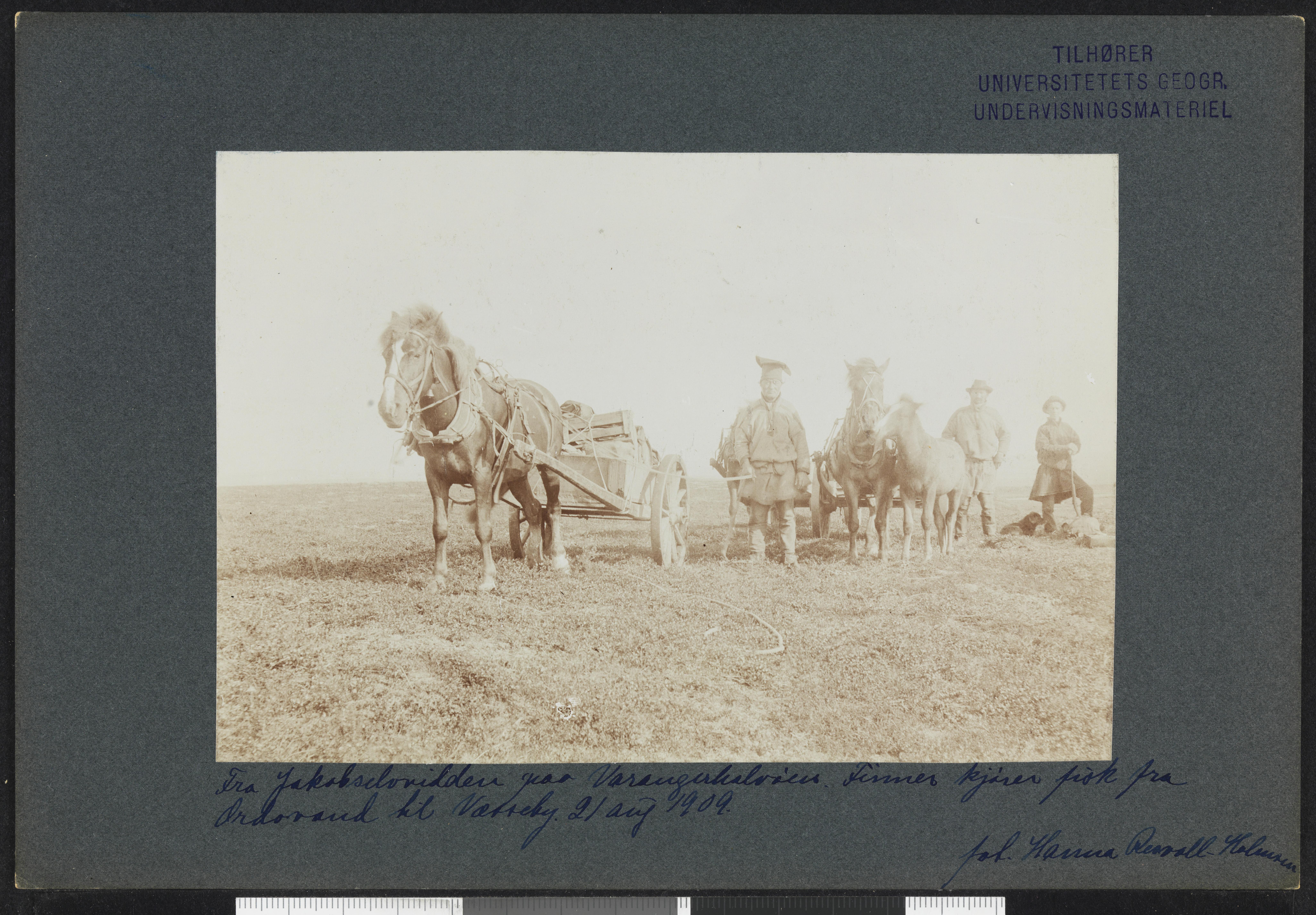
21. srpna 1909

## Vybrané vědecké práce
- Les observations botaniques de la campagne scientifique de S.A.S. le Prince Albert 1er de Monaco. La misión Isachsen au Spitzberg 1907. Monako, 1910.
- Om Fjeldvegetationen i det Østenfjeldske Norge. Arkiv for matematik og naturvidenskap 1920 / No. 2.
- Svalbards Flora – med en del om dens plantevekst i nutid og fortid. 56 s. 1927.
- Om betydningen av det uensartede i våre skoger. Tidsskrift for Skogbruk 1932, 40: 270–275.